# 伊良子光顕
伊良子 光顕（いらこ みつあき、元文2年6月2日（1737年6月29日） - 寛政11年9月19日（1799年10月17日））は、江戸時代の外科医、官人。字は孝伯、号は無荒。最後の官位は正六位下長門守。「顕」の正字は「顯」。
伊良子道牛の実孫で、道牛の確立した「伊良子流外科」の継承者。光顕は、祖父の代に名声を得た医術をさらに発展させたが、伊良子流外科の源流である西洋医学の論理を自分の目で確認するために、腑分けの実施を熱望するようになる。その願いが叶い、宝暦8年5月28日（1758年7月2日）、山脇東洋・栗山孝庵についで日本で3番目の腑分けを行った。このとき、光顕は22歳（数え）の青年であったが、東洋が気づくことのなかった大腸と小腸の違いを見分けることに成功している。光顕はこの腑分けの体験を元に、「外科訓蒙図彙（げかきんもうずい）」という医学書を明和4年（1767年）に執筆した。
これらの業績によって光顕の医家としての名はさらに轟き、宮門跡であった青蓮院の医師に取り立てられ、さらには安永6年（1777年）、滝口武者に列し、後に長門守に補せられた。
光顕は伊良子家を、滝口武者を世襲する伏見の宗家（見道斎伊良子家）と典薬寮医師を世襲する京都の家（千之堂伊良子家）とに分け、前者を実子の光慶に、後者を門人で娘婿の光通（旧姓・吉井）にそれぞれ継がせた。
墓所は京都市伏見区の宝塔寺。